# Димитър Щерев (революционер)
Димитър Щерев Василев е български революционер, деец на Върховния македоно-одрински комитет.

## Биография
Димитър Щерев е роден в 1873 година в костурското градче Хрупища. Емигрира в Свободна България, където влиза в средите на македонската революционна емиграция и се присъединява към Върховния комитет. В 1902 година влиза в четата на Никола Лефтеров и с нея участва в Горноджумайското въстание през есента на същата година. На следната 1903 година участва в Илинденско-Преображенското въстание отново с Никола Лефтеров.
На 14 април 1943 година, като жител на Приселци, Поморийско, подава молба за българска народна пенсия, в която пише „Целият си живот съм прекарал в стремеж да освободя и видя целокупния български народ обединен“. Молбата е одобрена и пенсията е отпусната от Министерския съвет на Царство България.